# Сборная Шотландии по футболу
Сборная Шотландии по футболу (гэльск. Sgioba Ball-coise Nàiseanta na h-Alba, скотс Scotland National Fitbaa Team, англ. Scotland national football team) — футбольная сборная, которая представляет Шотландию на международных футбольных турнирах и в товарищеских матчах. Управляющая организация — Шотландская футбольная ассоциация.
Наряду со сборной Англии является старейшей национальной футбольной сборной в мире: первый официально признанный матч между сборными Шотландии и Англии прошёл 30 ноября 1872 года.
По состоянию на 4 апреля 2024 года сборная в рейтинге ФИФА занимает 39-е место.

## История
Сборная Шотландии — одна из старейших сборных мира, участник первого в истории матча футбольных сборных. Она провела его 30 ноября 1872 года против сборной Англии. Матч завершился вничью — 0:0.
Шотландская футбольная ассоциация присоединилась к ФИФА, главному органу мирового футбола, в 1910 году. При этом до 1929 года сборная Шотландии ни разу не выступала за пределами Британии.
С началом Первой мировой войны британские футбольные ассоциации при поддержке Бельгии, Люксембурга и Франции потребовали исключить футбольные структуры Германии, Австрии и Венгрии из состава ФИФА. Когда нейтральные ассоциации отказались удовлетворить эти требования, британские футбольные ассоциации, из-за несогласия поддерживать контакты по линии футбола с бывшими военными противниками, в 1920 году вышла из ФИФА.
Отношения наладились в 1924 году, но даже вернувшись в ФИФА, британские представители продолжали демонстрировать разногласия с федерацией, особенно в вопросах любительского футбола. В итоге в 1928 году отношения между британскими футбольными ассоциациями и ФИФА были снова прерваны.
Причиной этого послужили крупные разногласия между британскими ассоциациями и руководством этой организации: ФИФА и МОК согласилась выплачивать вознаграждения «за потраченное время» игрокам-любителям, участвовавшим в международных матчах, в частности участникам олимпийского футбольного турнира, и определением любительского статуса Олимпийских игр. Британские футбольные ассоциации сочли, что это подрывает основы любительского спорта, и приняли решение в знак протеста выйти из состава ФИФА. Однако основной причиной разногласий была боязнь утраты независимости британских ассоциаций футбола.
Идея проведения чемпионата мира по футболу впервые была высказана в 1904 году на учредительном конгрессе ФИФА в Париже и одобрена на конгрессе 28 мая 1928 года в Амстердаме. Первый турнир было намечено провести в 1930 году в Уругвае. Реакция четырёх британских сборных на это событие не была неожиданной. Выйдя из ФИФА в 1928 году, они отказались участвовать в турнире, несмотря на то, что им был предложен статус гостей.
Таким образом, первые три чемпионата мира прошли без участия британских команд, поэтому «международными» по-прежнему считались матчи сборной Шотландии со сборными Англии, Уэльса и Северной Ирландии.
Хотя британские команды продолжали участвовать в международных товарищеских играх, но окончательное примирение футбольных ассоциаций Британии с управляющим органом мирового футбола произошло лишь в 1946 году.
Четыре британские футбольные ассоциации повторно войдя в состав ФИФА, получили разрешение рассматривать чемпионат Соединённого Королевства как турнир отборочной группы мирового чемпионата с выходом двух команд в финальную часть. Однако в 1950 году перед решающим матчем со сборной Англии Шотландское футбольное руководство решило, что футболисты отправятся в Бразилию лишь в том случае, если выиграют «домашний чемпионат». Уступив сборной Англии со счетом 0:1 на стадионе «Хэмпден Парк» в решающем матче турнира, сборная Шотландии заняла второе место в отборочной группе и, несмотря на апелляции со стороны капитанов английской и шотландской сборных — Джорджа Янга и Билли Райта, которые требовали от руководства Шотландской футбольной ассоциации отменить это решение; и протесты игроков, не поехала на чемпионат мира в Бразилию.
На свой первый чемпионат мира сборная Шотландии смогла попасть только через 4 года, когда «домашний чемпионат» во второй раз стал турниром отборочной группы мирового чемпионата с выходом двух команд в финальную часть. По иронии судьбы, сборная Шотландии квалифицировалась в финальную стадию снова уступив сборной Англии на стадионе «Хэмпден Парк» в решающем матче турнира, но уже со счётом 2:4, и опять заняв второе место в отборочной группе.
Несмотря на свою историю, Шотландия никогда не добивалась значительных успехов на крупных международных турнирах и никогда не выходила из групповых раундов чемпионатов мира и Европы. При этом во многих случаях шотландцы были очень близки к выходу в следующий этап. С 1998 по 2021 годы команда не участвовала ни в одном турнире, так как либо упускала в последний момент заветное место на турнире или проигрывала в стыковых матчах.

## Участие на чемпионатах мира
Шотландия дебютировала на первенстве мира в Швейцарии в 1954 году. Тогда она проиграла две игры против будущих полуфиналистов, австрийцев (которые стали бронзовыми призёрами), и действовавшего на тот момент чемпиона мира, Уругвая, пропустив 8 мячей за две игры.
Через 4 года Шотландия снова попала на мировое первенство вместе с Англией, Уэльсом и Северной Ирландией. Однако преодолели групповой этап валлийцы и североирландцы. Шотландцы взяли только одно очко в матче с югославами (там был забит первый гол сборной, автором которого стал Джимми Мюррей). В оставшихся двух встречах, несмотря на упорное сопротивление, шотландцы проиграли 2:3 Парагваю (голы забили Джеки Мьюди и Бобби Коллинз) и 1:2 Франции (отличился Сэмми Бэрд).
После этого шотландцы долго не могли попасть на мировое первенство, а первые розыгрыши Кубка Европы они бойкотировали. Присоединившись к квалификации на Евро, шотландцы не могли долгое время добиться успеха.
Вернулись они только на первенство мира 1974 года. Там Шотландия пропустила вперёд Югославию и Бразилию (действовавших чемпионов мира) лишь за счёт худшей разницы забитых и пропущенных мячей, а сама сыграла вничью с ними обеими (эти две сборные сыграли вничью и между собой, так что команды, выходящие из группы, определились за счёт более крупных побед над Заиром).
На ЧМ-1978 Шотландия одержала в группе победу над вице-чемпионом мира и будущим финалистом турнира — сборной Нидерландов, пропустив её вперёд опять-таки из-за разницы мячей. Сама же она уступила перуанцам 1:3, а со сборной Ирана разошлась миром, причём шотландцы сравняли счёт после автогола иранского игрока.
На ЧМ-1982 Шотландия сначала разгромила новичков турнира — команду Новой Зеландии со счётом 5:2. Далее последовал разгром от бразильцев 1:4. В последнем матче со сборной СССР «горцам» надо было побеждать. Они открыли счёт на 15-й минуте, благодаря удару Джо Джордана, однако во втором тайме растеряли это преимущество после голов «советских горцев» Александра Чивадзе и Рамаза Шенгелии. Сравнять счёт удалось через 2 минуты после гола Шенгелии — отличился Грэм Сунесс, но на большее сил у шотландцев не хватило. В итоге из группы вышли сборные Бразилии и СССР (последняя — благодаря лучшей, чем у шотландцев, разнице мячей).
Через 4 года на первенстве мира в Мексике шотландцы проиграли два матча Дании и ФРГ, но у них оставались теоретические шансы на выход: нужно было добиваться победы над Уругваем, но матч завершился нулевой ничьей, несмотря на удаление уругвайского игрока уже на первой минуте.
В 1990 году на итальянском мундиале у шотландцев были самые реальные шансы выйти в плей-офф — после неожиданного поражения от сборной Коста-Рики шотландцы взяли верх над шведами. В третьем туре нужно было выигрывать у Бразилии либо сыграть вничью и надеяться на поражение Коста-Рики от шведов. Но на 82-й минуте Луис «Мюллер» Антонио да Коста забил победный гол, а в параллельном матче шведы потерпели поражение от костариканцев. Британская команда вылетела. Чемпионат мира в США шотландцы пропустили, очутившись на 4-м месте в отборочной группе УЕФА, взяв только одно очко в двух матчах против Швейцарии.
Последний раз шотландцы играли на мундиале в 1998 году — тогда они снова попали в группу к бразильцам. В этот раз играла также другая скандинавская сборная, на этот раз норвежская команда, а также марокканская дружина. У шотландцев снова были шансы на выход из группы после поражения от бразильцев и вымотанной ничьей у Норвегии — для выхода нужно было победить марокканцев и надеяться на победу Бразилии. Но снова всё пошло не по плану — шотландцы были побиты со счётом 3:0, а норвежцы одержали сенсационную победу над бразильцами и вышли в следующий раунд.
Больше на чемпионаты мира шотландцы не пробирались:
- Чемпионат мира 2002 в Республике Корея и Японии прошёл без участия «горцев» по их же вине — 5 сентября 2001 года они проиграли решающий матч бельгийцам, которые потом попали на Дальний Восток.
- Чемпионат мира 2006 года в Германии также прошёл без шотландцев — по очкам они сильно отстали от норвежцев, которые уступили чехам в стыковых матчах.
- В отборе на первенство 2010 в ЮАР шотландцы проиграли македонцам домашнюю встречу, обе встречи голландцам и набрать только одно очко в игре с норвежцами, не забив им за две встречи ни одного гола. По очкам шотландцы сравнялись с норвежцами, но ввиду худших показателей не попали на второе место, но и норвежцы не были допущены к стыковым матчам как худшая сборная из всех, кто занял вторые места.
- Первенство мира 2014 года в Бразилии тоже осталось без шотландцев: команда вылетела уже за три тура до конца отборочного турнира, проиграв 4 матча из 7.
- ЧМ-2018 в России так же прошёл без Шотландии — шотландцы в своей группе заняли третье место, пропустив вперед Англию и Словакию. Со Словакией шотландцы набрали равное количество очков, но уступили им по личным встречам.

### Выступления на чемпионатах мира
| Год            | Раунд                                          |
| -------------- | ---------------------------------------------- |
| С 1930 до 1938 | не участвовала в квалификации                  |
| 1950           | прошла квалификацию, но отказалась участвовать |
| 1954           | групповой этап                                 |
| 1958           | групповой этап                                 |
| С 1962 по 1970 | не прошла квалификацию                         |
| С 1974 по 1990 | групповой этап                                 |
| 1994           | не прошла квалификацию                         |
| 1998           | групповой этап                                 |
| С 2002 по 2022 | не прошла квалификацию                         |
| Итого          | 8/21                                           |

## Участие на чемпионатах Европы
Шотландцы трижды принимали участие в европейском первенстве. Первый раз они сыграли в 1992 году в Швеции. Ввиду политической обстановки в Европе их противником была команда СНГ, а не сборная СССР. Шотландцы лишились шансов на выход уже после первых двух туров и перед третьей игрой якобы были замечены в баре, распивая алкогольные напитки. Однако они громко «хлопнули дверью» и сенсационно разгромили команду СНГ со счётом 3:0, что вызвало шок в бывшем Советском Союзе.
Через 4 года после ЕВРО-1992 шотландцы попали на чемпионат Европы в Англии. Они заняли второе место в отборочной группе, на три очка отстав от российской сборной, которая показала лучшие результаты среди всех команд отборочного цикла. Однако шотландцы успели опередить греков на 5 очков, а финнов на целых 8 очков.
В финальной части шотландцы выступили не столь удачно — нулевая ничья с Нидерландами и поражение от Англии оставили им маленькие шансы. В последнем матче шотландцы выиграли 1:0 у Швейцарии и могли выйти из группы, потеснив голландцев, которые в параллельном матче проигрывали англичанам 4:0. По словам фанатов, которые видели тот матч, шотландцы дружно болели за англичан и приветствовали каждый их гол. Но Патрик Клюйверт на 78-й минуте поверг шотландцев в шок, забив «гол престижа». Голландцы вышли в четвертьфинал, а шотландцы остались без плей-офф.
Отбор на чемпионат 2000 года прошёл для шотландцев более-менее — первое место с блеском заняла серебряный призёр последнего ЕВРО Чехия, выиграв все 10 игр в группе, а шотландцы на 7 очков опередили ближайших преследователей из Эстонии. В стыковых матчах они попали на англичан и могли впервые с 1980 года вытеснить англичан с ЕВРО, но проиграли им первую игру 0:2, а во второй встрече гола Дона Хатчинсона не хватило даже для перевода игры в овертайм.
На португальское первенство Европы шотландцы снова не попали — в последний момент только своевременная победа над литовцами сохранила второе место для шотландцев и не позволила команде Исландии, уступившей немцам 0:3, вырваться в стыковые матчи. Шотландцам досталась мощная голландская команда, которая умудрилась не попасть на прошлое мировое первенство. В первом матче шотландцы выиграли в Глазго со счётом 1:0 после гола Джеймса Макфаддена. Однако в ответной встрече взбешённая сборная Нидерландов разнесла в пух и прах дружину Берти Фогтса, забив 6 безответных мячей. Хет-трик сделал Рюд ван Нистелрой, по голу отметились ветераны Франк де Бур, Андре Ойер и восходящая звезда «оранжевых» Уэсли Снейдер.
Альпийский чемпионат Европы был как никогда близок для шотландцев — они начали «за здравие» и одержали крупную победу над Фарерами со счётом 6:0, смогли разобраться с литовцами и дважды победили французов, что грозило «трёхцветным» непопаданием на ЕВРО после ухода Зинедина Зидана. 13 октября 2007 года шотландцы убрали с дороги сборную Украины и, казалось, обеспечили попадание шотландской дружины на ЕВРО. Но через 4 дня расслабленность шотландцев привела к неожиданному проигрышу сборной Грузии 0:2, и «храбрые сердца» растеряли шансы на попадание. Спасти их могла только победа над Италией в последнем для шотландцев матче, но 17 ноября итальянцы взяли своё, выиграв 2:1. Это был крах кампании.
Осталась сборная Шотландии и без Евро-2012: потеря очков в первой же игре против литовцев обернулась для сборной большими неприятностями. Несмотря на то, что в домашней встрече с Испанией команда дала бой чемпионам мира и отыграла отставание в два мяча, победить им так и не удалось. А путёвку в стыковые матчи и, как оказалось, на Евро, забрала сборная Чехии: в решающем матче 3 сентября шотландцы усилиями Кенни Миллера и Даррена Флетчера дважды выходили вперёд, однако ответный удар Ярослава Плашила и откровенно сомнительный пенальти в исполнении Михала Кадлеца оставили команду с Британских островов снова без участия в крупном турнире.
12 ноября 2020 года сборная Шотландии впервые с 1998 года вышла в финальный этап международных турниров и впервые с 1996 года в финальный этап чемпионата Европы, пройдя в плей-офф раунде сначала сборную Израиля (8 октября) и сборную Сербии (12 ноября): оба раза команды были обыграны по пенальти.

## Чемпионат Европы
- 1960 — не принимала участия
- 1964 — не принимала участия
- 1968 — 1988 — не прошла квалификацию
- 1992 — групповой этап
- 1996 — групповой этап
- 2000 — 2016 — не прошла квалификацию
- 2020 — групповой этап
- 2024 — групповой этап
- 2028 — организатор

## Достижения
- Домашний чемпионат Великобритании
  - Победитель (24): 1884, 1885, 1887, 1889, 1894, 1896, 1897, 1900, 1902, 1910, 1920/21, 1921/22, 1922/23, 1924/25, 1925/26, 1928/29, 1935/36, 1948/49, 1950/51, 1961/62, 1962/63, 1966/67, 1975/76, 1976/77
  - Разделённая победа (17): 1886, 1890, 1903, 1906, 1908, 1912, 1926/27, 1930/31, 1934/35, 1938/39, 1952/53, 1955/56, 1959/60, 1963/64, 1969/70, 1971/72, 1973/74
- Кубок Роуза
  - Победитель: 1985
- Кубок Кирин
  - Победитель: 2006

## Текущий состав
Следующие игроки были вызваны для участия в матчах чемпионата Европы 2024.
Игры и голы приведены по состоянию на 23 июня 2024 года:
| 1  | Вр  | Ангус Ганн       | 22 января 1996 (29 лет)   | 13 | -18 | Норвич Сити              |  |  |
| 12 | Вр  | Лиам Келли       | 23 января 1996 (29 лет)   | 1  | -3  | Мотеруэлл                |  |  |
| 21 | Вр  | Зандер Кларк     | 26 июня 1992 (33 года)    | 4  | -6  | Харт оф Мидлотиан        |  |  |
|    |     |                  |                           |    |     |                          |  |  |
| 2  | Защ | Энтони Ралстон   | 16 ноября 1998 (26 лет)   | 12 | 1   | Селтик                   |  |  |
| 3  | Защ | Эндрю Робертсон  | 11 марта 1994 (31 год)    | 74 | 3   | Ливерпуль                |  |  |
| 5  | Защ | Грант Хэнли      | 20 ноября 1991 (33 года)  | 53 | 2   | Норвич Сити              |  |  |
| 6  | Защ | Киран Тирни      | 5 июня 1997 (28 лет)      | 47 | 1   | Реал Сосьедад            |  |  |
| 13 | Защ | Джек Хендри      | 7 мая 1995 (30 лет)       | 34 | 3   | Аль-Иттифак              |  |  |
| 15 | Защ | Райан Портеус    | 25 марта 1999 (26 лет)    | 12 | 1   | Уотфорд                  |  |  |
| 16 | Защ | Лиам Купер       | 30 августа 1991 (33 года) | 19 | 0   | Лидс Юнайтед             |  |  |
| 22 | Защ | Росс Маккрори    | 18 марта 1998 (27 лет)    | 1  | 0   | Бристоль Сити            |  |  |
| 24 | Защ | Грег Тейлор      | 5 ноября 1997 (27 лет)    | 14 | 0   | Селтик                   |  |  |
| 26 | Защ | Скотт Маккенна   | 12 ноября 1996 (28 лет)   | 38 | 1   | Копенгаген               |  |  |
|    |     |                  |                           |    |     |                          |  |  |
| 4  | ПЗ  | Скотт Мактоминей | 8 декабря 1996 (28 лет)   | 52 | 9   | Наполи                   |  |  |
| 7  | ПЗ  | Джон Макгинн     | 18 октября 1994 (30 лет)  | 69 | 18  | Астон Вилла              |  |  |
| 8  | ПЗ  | Каллум Макгрегор | 14 июня 1993 (32 года)    | 63 | 3   | Селтик                   |  |  |
| 11 | ПЗ  | Райан Кристи     | 22 февраля 1995 (30 лет)  | 52 | 6   | Борнмут                  |  |  |
| 14 | ПЗ  | Билли Гилмор     | 11 июня 2001 (24 года)    | 30 | 1   | Брайтон энд Хоув Альбион |  |  |
| 17 | ПЗ  | Стюарт Армстронг | 30 марта 1992 (33 года)   | 51 | 5   | Саутгемптон              |  |  |
| 20 | ПЗ  | Райан Джек       | 27 февраля 1992 (33 года) | 20 | 0   | Рейнджерс                |  |  |
| 23 | ПЗ  | Кенни Маклейн    | 8 января 1992 (33 года)   | 42 | 2   | Норвич Сити              |  |  |
|    |     |                  |                           |    |     |                          |  |  |
| 9  | Нап | Лоуренс Шенкленд | 10 августа 1995 (29 лет)  | 14 | 3   | Харт оф Мидлотиан        |  |  |
| 10 | Нап | Че Адамс         | 13 июля 1996 (29 лет)     | 33 | 6   | Торино                   |  |  |
| 18 | Нап | Льюис Морган     | 30 сентября 1996 (28 лет) | 4  | 0   | Нью-Йорк Ред Буллз       |  |  |
| 19 | Нап | Томми Конуэй     | 6 августа 2002 (22 года)  | 1  | 0   | Бристоль Сити            |  |  |
| 25 | Нап | Джеймс Форрест   | 7 июля 1991 (34 года)     | 39 | 5   | Селтик                   |  |  |

## Лидеры по количеству матчей и голов
| Позиция | Игрок           | Матчи | Голы | Период     |
| ------- | --------------- | ----- | ---- | ---------- |
| 1       | Кенни Далглиш   | 102   | 30   | 1971—1986  |
| 2       | Джим Лейтон     | 91    | 0    | 1982—1998  |
| 3       | Даррен Флетчер  | 80    | 5    | 2003—2017  |
| 4       | Алекс Маклиш    | 77    | 0    | 1980—1993  |
| 5       | Пол Макстей     | 76    | 9    | 1983—1997  |
| 6       | Крейг Гордон    | 75    | 0    | 2004—н. в. |
| 7       | Эндрю Робертсон | 74    | 3    | 2014—н. в. |
| 8       | Том Бойд        | 72    | 1    | 1990—2001  |
| 9—10    | Кенни Миллер    | 69    | 18   | 2001—2013  |
| 9—10    | Дэвид Уэйр      | 69    | 1    | 1997—2010  |

| Позиция | Игрок            | Голы | Матчи | Период     |
| ------- | ---------------- | ---- | ----- | ---------- |
| 1       | Денис Лоу        | 30   | 55    | 1958—1974  |
| 1       | Кенни Далглиш    | 30   | 102   | 1971—1986  |
| 3       | Хьюи Галлахер    | 24   | 20    | 1924—1935  |
| 4       | Лори Райлли      | 22   | 38    | 1948—1957  |
| 5       | Алли Маккойст    | 19   | 61    | 1986—1998  |
| 6       | Кенни Миллер     | 18   | 69    | 2001—2013  |
| 6       | Джон Макгинн     | 18   | 69    | 2016—н. в. |
| 8       | Роберт Хэмилтон  | 15   | 11    | 1899—1911  |
| 8       | Джеймс Макфадден | 15   | 48    | 2002—2010  |
| 10      | Мо Джонстон      | 14   | 38    | 1984—1991  |

## Форма

### Домашняя
| 1954—1957  | 1958—1962 | 1974—1977 | 1978—1981 | 1982—1985 | 1986—1988 | 1988—1991 | 1992—1994 |
| 1994—1997  | 1997—1998 | 1998—2000 | 2000—2002 | 2002—2003 | 2003—2005 | 2005—2007 | 2007—2008 |
| 2008—2010  | 2010—2011 | 2011—2013 | 2013—2015 | 2015—2017 | 2017—2019 | 2019—2022 | 2022—2024 |
| 2024—н. в. |           |           |           |           |           |           |           |

### Гостевая
| 1954       | 1958      | 1978      | 1982—1985 | 1985—1988 | 1990—1991 | 1991—1993 | 1993—1994 |
| 1995—1997  | 1997—1999 | 1999—2000 | 2000—2002 | 2002—2003 | 2003—2005 | 2005—2007 | 2007—2008 |
| 2008—2009  | 2010—2012 | 2012—2014 | 2014—2016 | 2016—2018 | 2018—2020 | 2020—2022 | 2022—2024 |
| 2024—н. в. |           |           |           |           |           |           |           |

### Третья (комбинации)
| 2012—2013 | 2013—2015 | 2013—2015 | 2016 | 2018 | 2018 · (игра против Мексики) | 2022 · (игра против Ирландии) |

Источники: 